# Västra Torp
Västra Torp är en småort i Trelleborgs kommun och kyrkby i Lilla Isie socken på Söderslätt i Skåne. Här finns Lilla Isie kyrka.